# El rocío
El rocío es una película dramática de Argentina filmada en colores dirigida por Emiliano Grieco sobre su propio guion escrito en colaboración con Bárbara Sarasola-Day que se estrenó el 24 de octubre de 2019 y que tuvo como actores principales a Daiana Provenzano y Tomás Fonzi.

## Sinopsis
Sara, que es madre soltera, y su hija Olivia viven en una zona rural de Entre Ríos. Cuando la niña empieza a presentar problemas con su salud, en la salita de guardia diagnostican que son causados por los pesticidas usados en los campos en la zona donde viven y debe viajar a Buenos Aires para tratarse, pero como no tiene el dinero para hacerlo, recurre a un narcotraficante y acepta transportar drogas hacia la ciudad.

## Reparto
Participaron del filme los siguientes intérpretes:
- Daiana Provenzano	...	Sara
- Tomás Fonzi
- Nadia Ayelén Giménez
- Olivia Olmedo	...	Olivia
- Sofía Brito
- Eva Bianco
- Javier Saluzzio
- Diego Gallardo
- Cristian Maldonado
- Nicolás Rigolli
- Marcelo Sánchez
- Claudio Sanabria
- Mario Pérez
- Melany Palacios
- Lucas Liberal
- Luciana Schnir
- Sonia Boll
- Josefina Rotelli
- Lorena Vega
- Guillermo Atue
- Leonel Rivero

## Comentarios
Pablo O. Scholz dijo en Clarín:

”Es una película políticamente correcta, un drama ambientalista sobre el peligro y el horror que causan los agrotóxicos a gente indefensa y la falta de controles (que) pasa de esa noble intención de reflejar una realidad dolorosa, lacerante y lamentable a tener tantas ramificaciones que lo inverosímil comienza a formar parte y apoderarse de la trama. La impunidad de unos y el destrato hacia los denunciantes (le dicen que no tiene pruebas; la amenazan telefónicamente) se ponen en el centro del filme cuando éste se convierte en denuncia, pero son las subtramas las que lo vuelven algo engorroso.

Paraná Sendrós en Ámbito Financiero opinó:

”…primera película argentina protagonizada por…  Daiana Provenzano…Ella sola, prácticamente, se carga toda la película, en el papel de una madre irritada por los pesticidas que han enfermado a su niña…
 El argumento es de actualidad, queriendo justificar que, para financiar el tratamiento de la hija, la madre se convierta en mula, intente robarle plata a la madre o la suegra, no se sabe bien, y se la robe a un tipo que acaba de ser asesinado. Pero el desarrollo es bastante irregular, con situaciones confusas o discontinuas que no llevan a ningún lado, limitando el alcance de la denuncia que se quiere hacer contra los agrotóxicos y las autoridades displicentes.”